# Рафаил (гекбот)
«Рафаил» — гекбот Каспийской флотилии Российской империи, один из гекботов типа «Вархаил».

## Описание судна
Парусный трёхмачтовый гекбот с деревянным корпусом, один из 7 гекботов типа «Вархаил», строившийся в Казани в 1745 году. Длина судна составляла 25,3 метра, ширина 7,3—7,32 метра, а осадка 3,66—3,7 метра.
Был единственным гекботом Каспийской флотилии и одним из восьми парусных кораблей Российского императорского флота, носивших это наименование. Также в составе Балтийского флота несли службу одноимённые парусные линейные корабли 1713, 1724, 1745, 1758 и 1802 годов постройки, а также парусный фрегат 1791 года постройки, а в составе Черноморского флота — одноимённый парусный фрегат 1828 года постройки.

## История службы
Гекбот «Рафаил» был заложен на стапеле Казанского адмиралтейства и после спуска на воду в 1745 году вошёл в состав Каспийской флотилии России.
В кампанию 1746 года во время плавания в Каспийском море под командованием мичмана Михаила Рагозео обнаружил военный флот Персии, встретив у Дербента один из его кораблей. Этот корабль, построенный Джоном Эльтоном, по описанию командира гекбота представлял собой «трёхмачтовое судно длиной в сотню футов, на котором из 24 пушечных портов было занято всего пять». На корабле был поднят синий флаг с жёлтым львом и жёлтыми солнечными лучами над ним, а также синий гюйс с жёлтой полосой из угла на угол и такой же вымпел. Доклад командира гекбота послужил началом операции по уничтожению персидского флота в Каспийском море.